# Whama
Whama – gaun wikas samiti w zachodniej części Nepalu w strefie Rapti w dystrykcie Rolpa. Według nepalskiego spisu powszechnego z 2011 roku liczył on 784 gospodarstwa domowe i 3865 mieszkańców (2200 kobiet i 1665 mężczyzn).